# Киртипур

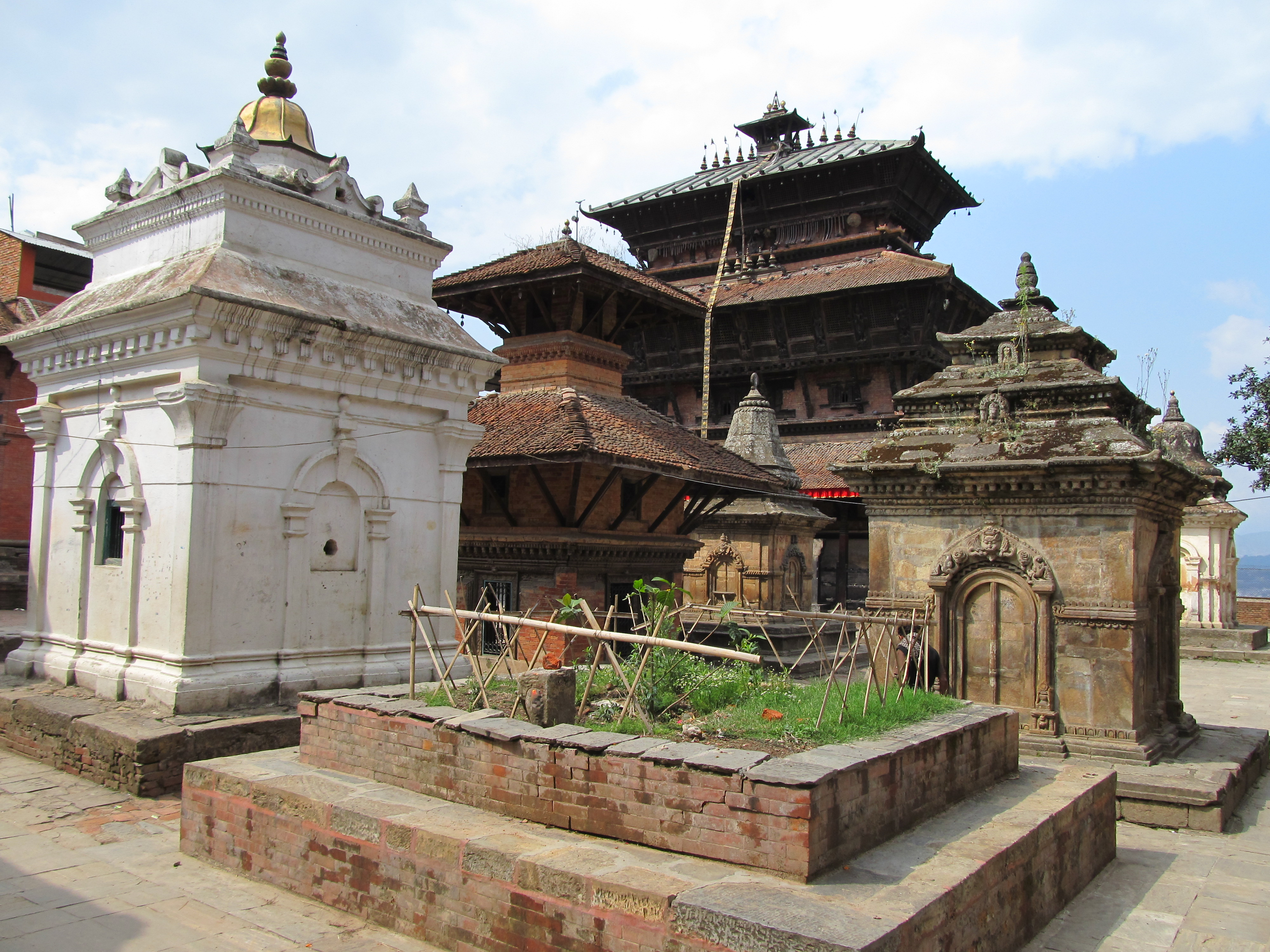
Киртипур, храм Бхаг-Байраб.

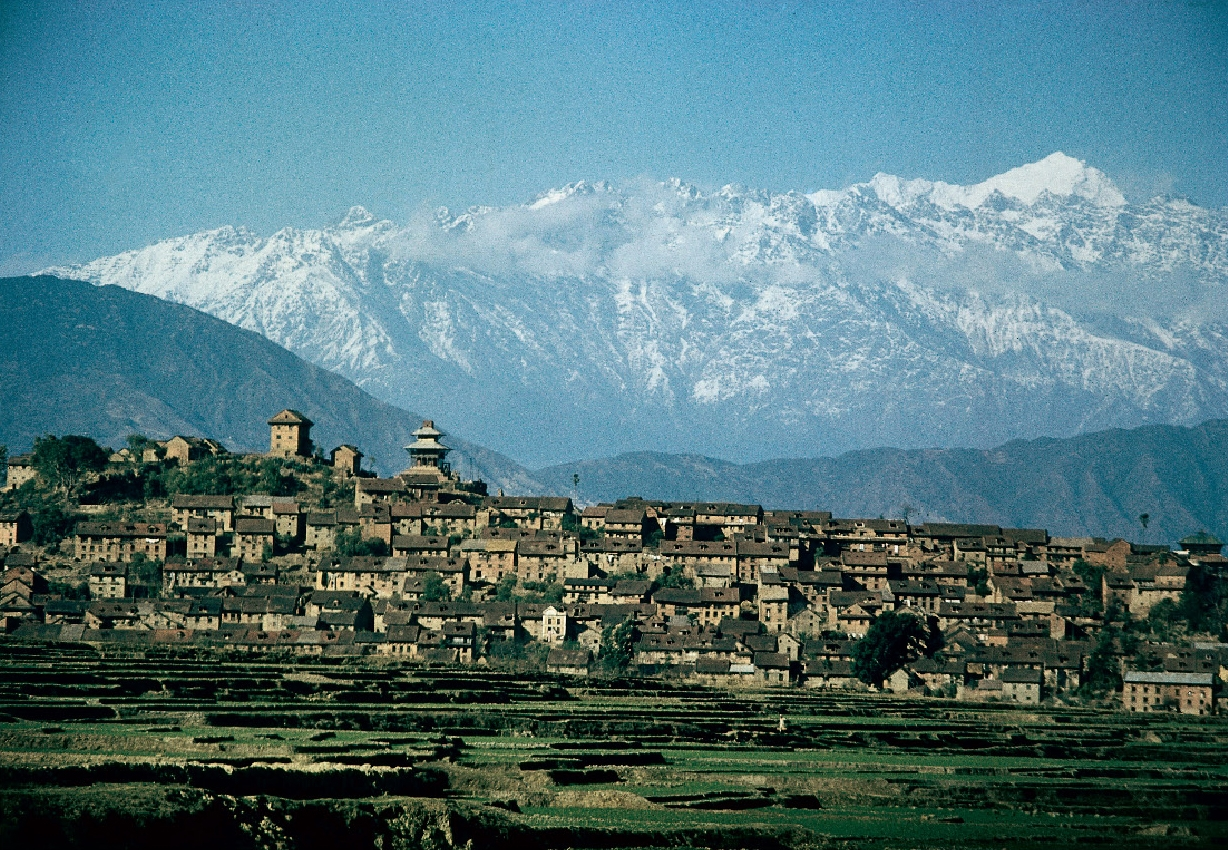
Киртипур на фоне Гималаев.

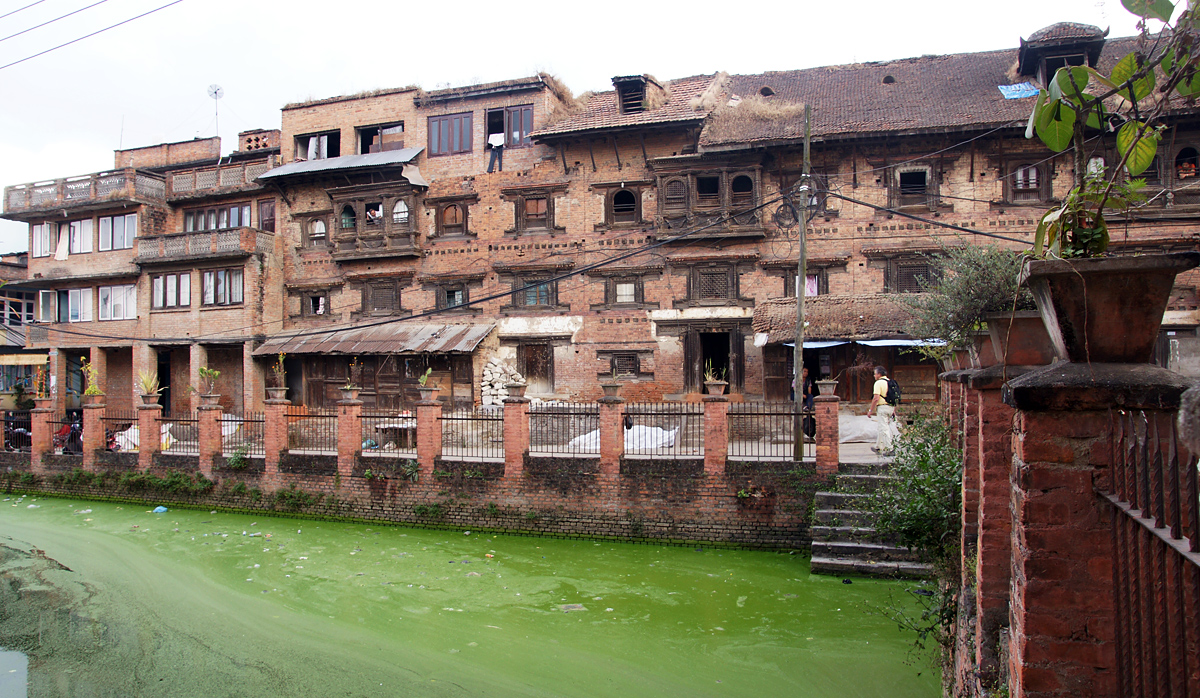
Бывший дворец 18 века в Киртипуре

Киртипур — неварский город в долине Катманду в Непале, в 5 км к юго-западу от Катманду, население около 50 тыс.
Имя города происходит от неварских слов Кирти (слава) и пур (город).

## История
Город основан в XII веке как предместье Патана, однако позднее стал независимым городом-государством, управляемым династией семейства Малла.
В 1768 году король гуркхов Притхви Нараян Шах с этого города начал своё вторжение в долину Катманду. Жители города упорно сопротивлялись, но не смогли противостоять мощной армии. В наказании за упорство король приказал отрезать носы и губы всем мужчинам города для устрашения других неварских городов, после чего ему удалось сломить сопротивление неваров.

## Достопримечательности
В городе большое количество индуистских и буддийских храмов, домов с затейливой неварской резьбой по дереву.
- Ступа Чиланчу Вихара и буддийский храмовый комплекс вокруг неё,
- Индийский храм Бхаг Байраб,
- Храм Ума Махешвар 1673 года,
- Университет Трибхувана.